# Keiino
Keiino (često stilizovano KEiiNO) je norveška grupa čiji su članovi Fred Buljo, Alekandra Rotan i Tom Hugo. Grupa je stvorena krajem 2018. godine u okviru priprema za učešće na Melodi Grand Prix-u 2019.

## Biografija
Grupa je osnovana krajem leta 2018. godine kada su Tom Hugo i Aleks Olson počeli da pišu pesmu "Spirit in the Sky", pesmu inspirisanu istorijskim borbama za jednakost. Kasnije su im se pridružili Sami reper Fred-Rene Buljo i pevačica Alekandra Rotan. Ime grupe KEiiNO inspirisano je imenom Buljovog rodnog grada Kautokeino.
Sa pesmom "Spirit in the Sky" su pobedili na Melodi gran prix-u 2019. i time su postali predstavnici Norveške na Pesmi Evrovizije 2019. u Tel Avivu.
U drugom polufinalu takmičenja za Pesmu Evrovizije 2019. održanom u četvrtak 16. maja 2019. godine, plasirali su se u finale. U finalu su završili na šestom mestu, iako su pobedili u glasovima publike.
26. aprila 2019, grupa je objavila svoj drugi singl, „Shallow“, po uzru na Lejdi Gagu i Bredli Kupera.

## Diskografija
- "Spirit in the Sky" (2019.)
- "Shallow" (2019.)
- "Praying" (2019.)
- "Monument" (2021.)
- "Ritmu" (2023.)